# Partiturofón
El partiturofón es un instrumento musical electrónico diseñado, en 1930, por Jörg Mager, para la casa Sphäraphon de Berlín.
Estaba controlado por cuatro teclados (en los últimos modelos, cinco) que permitían voces múltiples, una voz por teclado.
- Datos: Q6065135